# Miuroglanis
Miuroglanis is een monotypisch geslacht van straalvinnige vissen uit de familie van de parasitaire meervallen (Trichomycteridae).

## Soort
- Miuroglanis platycephalus Eigenmann & Eigenmann, 1889